# Беринговский (порт)
Бе́ринговский порт — морской порт федерального значения, расположенный в бухте Угольная в северной части Берингова моря на юго-западном берегу Анадырского залива вблизи одноимённого посёлка

## История
Был построен в 1941 году для вывоза угля, добываемого на близлежащем месторождении. До 1980-х гг. действовала узкоколейная железная дорога длиной ок. 5 км, соединяющая шахту в посёлке и морпорт.
В 1991 году порт был акционирован, в 2011 году прошла процедура банкротства, имущество порта перешло в государственную собственность. При этом Правительство РФ вновь планирует в ближайшее время приватизировать предприятие.

## Характеристика порта
Беринговский является рейдовым портом. Рейд доступен для захода судов с любой осадкой. Порт открыт в период летней навигации с июля по октябрь, в её начале задействуются ледоколы. Погрузка-разгрузка морских судов происходит на внешнем рейде портовыми перегрузочными средствами.
Основным грузом в порту является уголь, отправляемый потребителям Чукотки и Камчатки, также осуществляется обработка в небольших объёмах генеральных, лесных, продовольственных и других грузов, необходимых для близлежащих населенных пунктов.

### Производственная инфраструктура
В порту из пяти причалов два задействованы для погрузки угля, оставшиеся используются для принятия плашкоутов и буксиров.
Перевалка грузов осуществляется двумя портальными кранами грузоподъемностью 10 и 20 тонн соответственно, имеется три гусеничных крана грузоподъемностью от 16 до 25 тонн, а также два ленточных конвейера для перегрузки угля.
Торговый порт располагает крытым складом площадью ок. 2 тыс.м², открытыми складскими площадками площадью 17.5 тыс.кв.м..

### Портофлот
В состав портофлота входят 2 морских буксира, пассажирский катер, множество самоходных и несамоходных плашкоутов, секция плавпричала. Плавсредства портового флота осуществляют перевозку грузов на расстояние до 100 миль от порта в национальные села восточного побережья Чукотского полуострова.

## Перспективы
В связи с ожидаемой разработкой крупнейшего месторождения Беринговского каменноугольного бассейна планируется дальнейшее развитие морского порта «Беринговский», обеспечив его круглогодичное функционирование.